# Zhang Jie (Autorin)
Zhang Jie (chinesisch 張詰 / 张洁, Pinyin Zhāng Jié; * 27. April 1937 in Peking, Republik China; † 21. Januar 2022 in den Vereinigten Staaten) war eine chinesische Schriftstellerin.

## Leben
Zhang wuchs als Halbwaise als Tochter einer Volksschullehrerin ohne Vater auf. Sie schloss 1960 ein Studium der Ökonomie an der Volksuniversität in Peking ab und arbeitete im Maschinenbau. Ihr Erstlingswerk,  „Die Musik der Wälder“ (1978) brachte ihr den chinesischen Nationalpreis für Kurzgeschichten ein. 1979 erhielt sie für ihr Werk „Wer hat mehr vom Leben“ den Staatlichen Literaturpreis und wurde Mitglied im chinesischen Schriftstellerverband. 1980 trat sie in die Kommunistische Partei Chinas ein. Seit 1982 ist sie freiberuflich tätig.
Ihr Buch „Schwere Flügel“, 1985 mit dem Mao-Dun-Preis ausgezeichnet, war 1982 das erste Werk Zhangs, das in deutscher Übersetzung erschien. Ihr Werk „Die Voraussetzungen sind noch nicht reif“ wurde 1984 mit dem Literaturpreis der Zeitschrift Beijing wenxue ausgezeichnet (deutsche Übersetzung in der Zeitschrift MERIAN, Ausgabe 3/39, 1986). 1985 war sie Teilnehmerin am West-Berliner Horizontefestival (Horizonte - Festival der Weltkulturen, Nr. 3, 1985). 1987 erhielt sie ein Stipendium für einen 6-monatigen Schreibaufenthalt in Wien. Anschließend reiste sie viel in Europa. Ihr Buch „Zwei Liebeserzählungen“ (1987) wurde 1989 mit dem Premio Malaparte ausgezeichnet. 2005 erhielt Zhang Jie als erste Autorin ein zweites Mal den Mao-Dun-Preis, für ihr Werk „Ohne Worte“.